# Rikard von Post
Rikard Alexander von Post, född 25 september 1864 i Skedevi församling, Östergötlands län, död 23 mars 1939 i Stockholm, var en svensk läkare. Han var son till Hampus von Post.
Efter studentexamen i Uppsala 1883 blev von Post medicine kandidat 1889 och medicine licentiat 1894 i Uppsala. Han var fältläkarstipendiat 1892–1895, bataljonsläkare i Fältläkarkårens reserv 1895–1903, extra provinsialläkare i Nyfors distrikt 1895–1902, stadsläkare i Gävle stad 1902–1927, därefter pensionerad och bosatt i Stockholm. Han var huvudman i Svenska nationalföreningen mot tuberkulos och av denna insatt i ett flertal kommittéer. Han var ledamot av stadsfullmäktige i Gävle, ledamot av ett flertal nämnder och styrelser där till 1927 och ordförande i Svenska stadsläkarföreningen 1915–1927. Han skrev ett stort antal arbeten i epidemiologi, tuberkuloslära och socialmedicin samt prisbelönta populärmedicinska skrifter. von Post blev medicine hedersdoktor i Stockholm 1910. Hans dotter Karin var gift med Kurt Bergendal och dottern Kerstin var gift med Svante Orell. von Post är begravd på Botkyrka kyrkogård.